# 8.8 cm Flak 18/36/37/41

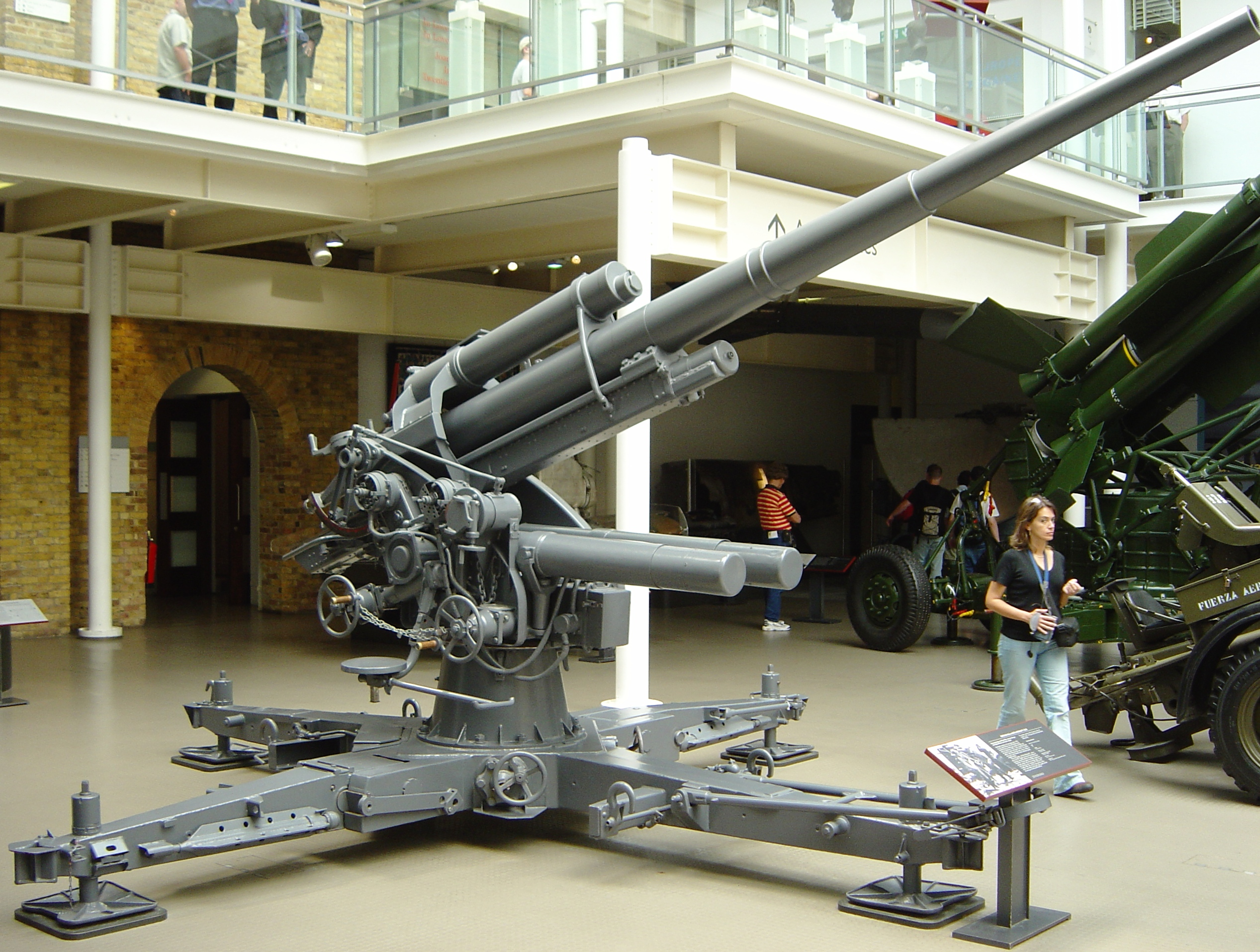
Flak 88.

O canhão de 88 mm Flak 18/36/37/41 e Pak 43 foi uma peça de artilharia alemã utilizada durante a Segunda Guerra Mundial tanto para a defesa antiaérea como arma antitanque, sendo capaz de penetrar na blindagem de qualquer veículo aliado daquela época.
Flak é uma contração alemã tanto para Fl(ieger)a(bwehr)k(anone) quanto para Fl(ug)a(bwehr)K(anone), que traduzido significa
Canhão de defesa antiaérea.

## Antecedentes

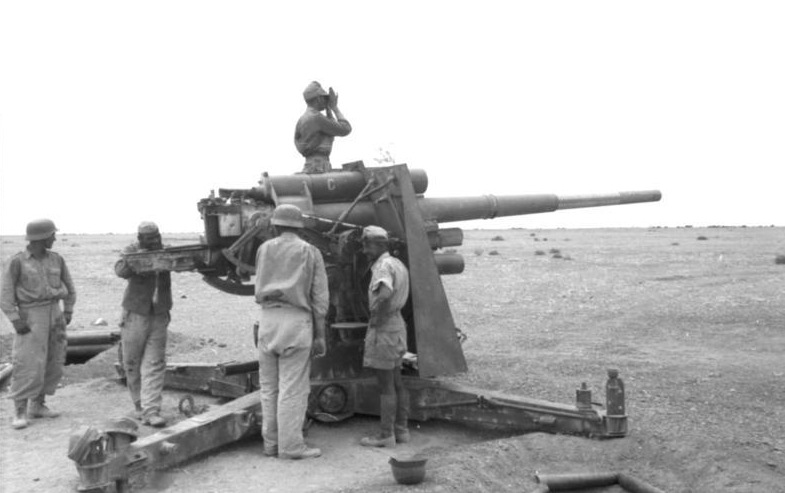
Um FlaK 88 da Wehrmacht em 1942.

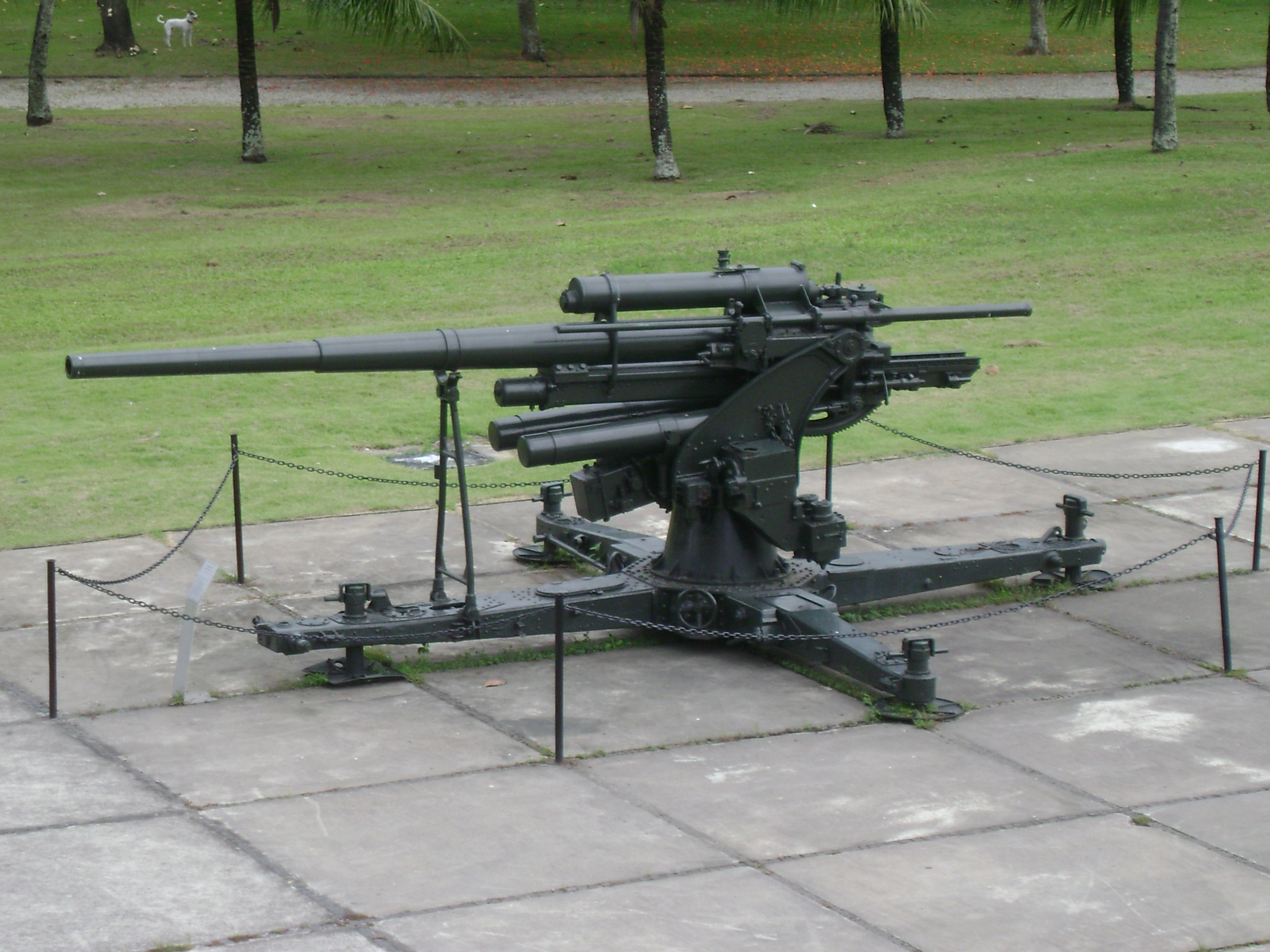
Flak 36 diante da entrada do Memorial aos Pracinhas da II Guerra Mundial no Rio de Janeiro.

A maioria das armas antiaéreas da Primeira Guerra Mundial foram adaptações de armas de médio calibre montadas de maneira que fosse possível utilizá-las com um amplo ângulo de ataque. Elas foram bastante úteis contra os aviões lentos e vulneráveis da época. Ao longo do tempo, com o aumento da performance dos aviões a sua utilidade caiu dramaticamente. Elas já não eram rápidas o suficiente e nem capazes de alcançar a altitude em que os aviões voavam. Muitos engenheiros militares concluiram que as artilharias antiaéreas não seriam mais efetivas e pouco desenvolvimento foi feito pela maioria dos países.
Em contrapartida os engenheiros alemães desenvolveram armas mais poderosas, com grande cadência de disparos e projéteis de alta velocidade, capazes de atingirem altas altitudes. Como a Alemanha foi proibida de produzir novas armas logo ao final da primeira guerra, a companhia Krupp desenvolveu os novos armamentos em cooperação com a Bofors (indústria bélica sueca).

## Flak 18
Os primeiros protótipos dos canhões foram produzidos em 1928 e ele começaria a ser fabricado em série em 1933. Tinha um calibre de 88 mm podendo disparar projéteis explosivos de 10,4 Kg, assim como munição perfurante de 9,2 kg, atingindo uma velocidade inicial de 820 m/s. Possuía um mecanismo de carregamento semiautomático que o permitia disparar entre 15 a 20 projéteis por minuto.
Era tracionado por um SdKfz 7 e quando armado, era sustentado por um mecanismo cruciforme com o canhão apoiado por um pedestal permitindo-o girar a 360º e com uma elevação de -3° e +85°, sendo capaz de atacar alvos aéreos e terrestres.
O Flak 18 foi utilizado durante a Guerra Civil Espanhola pela Legião Condor, quando provou sua excelência como artilharia antiaérea e também teria sido “descoberto” como arma antitanque.

## Flak 38/39 - 105mm
Quando o canhão de 88mm (3,46pol) estava sendo aprovado em 1933, o Exército Alemão constatou que uma arma mais pesada seria útil e apresentou o requerimento para um canhão de 105mm (4,13pol) capaz de alcançar um teto maior que o de 88mm. O resultado, após o desenvolvimento e os testes, foi o Flak 38 de 105mm da Rheinmetall, que entrou em operação em 1937. Tinha controle remoto de potência eletro-hidraúlico, carregamento servo assistido e uma plataforma compacta com quatro pés. Em 1939, foram feitos motores elétricos para corrente alternada, ao invés de direta, o que permitia funcionar com o fornecimento de energia normal. Estas e outras modificações deram origem ao Flak 39.

## Flak 40 - 128mm
Esta foi uma das armas mais potentes da Segunda Guerra Mundial, iniciando sua operação em 1937. Não havia nada de incomum nele, era um Flak 38 um pouco maior. Ele ficava dividido em suas seções, reparo e canhão. Mas a Luftwaffe observou que os canhões antiaéreos deviam ser armas de resposta rápida e o fato de ter que montá-las durante o uso era contraproducente. Assim o canhão foi usado mais em posições estáticas de defesa. Foi colocado em um reparo com dois canos em torres de artilharia antiaérea e protegeram as principais cidades da Alemanha.

## Modelos sucessores
Por consequência da experiência na Guerra Civil Espanhola e noutras batalhas na Europa foram sendo feitas modificações a fim de aumentar a sua estabilidade, facilitar a produção o reparo e melhorar seu sistema de mira.

## PaK 43 e KwK 43

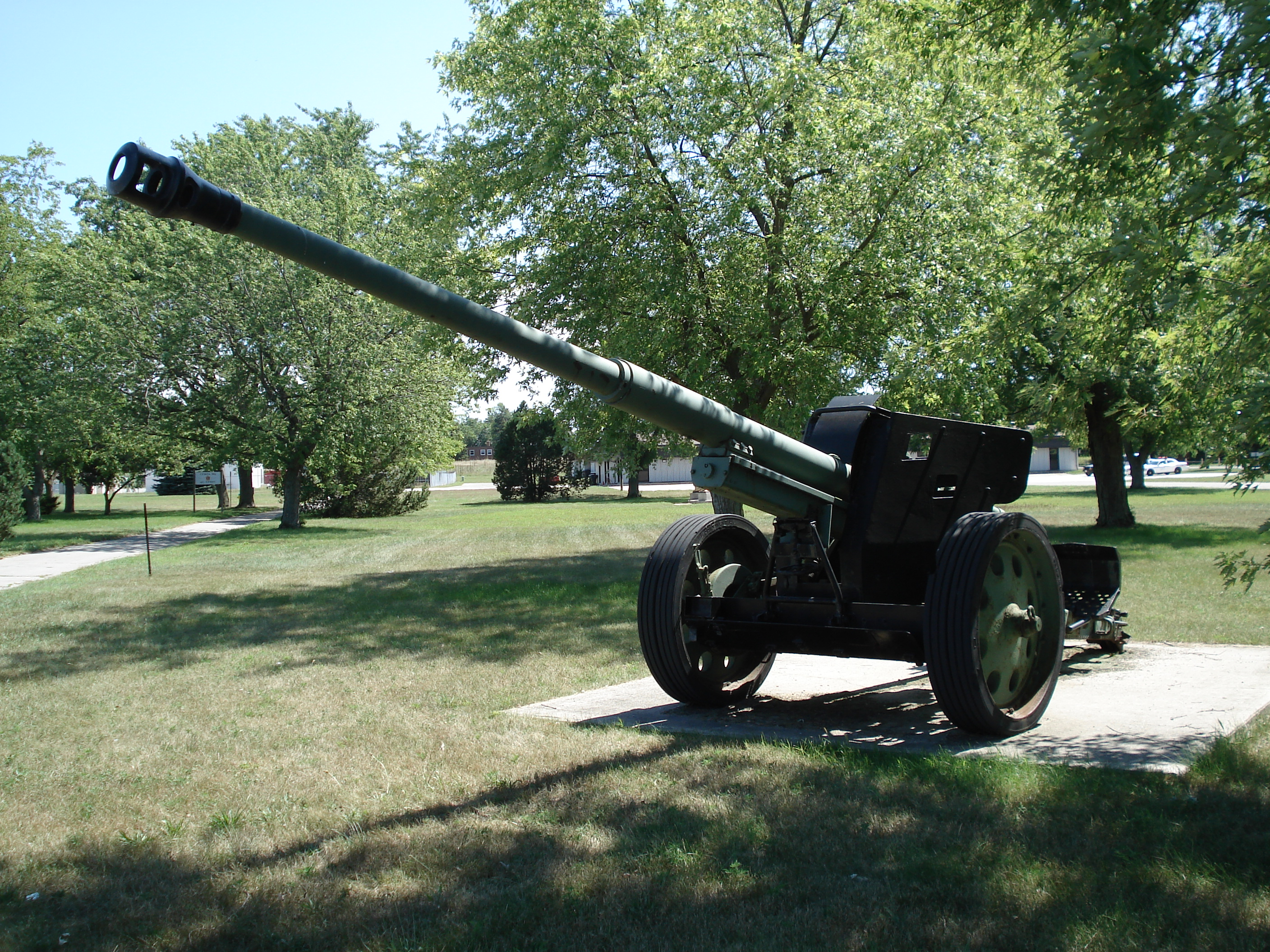
PaK 43/41

O PaK 43 foi uma variante do canhão de 88 mm para uso exclusivo antitanque (PaK, Panzerabwehrkanone). Utilizava um novo mecanismo cruciforme e o canhão estava muito mais próximo do solo facilitando a sua camuflagem.
Diante da necessidade de uma arma de maior potência contra os blindados soviéticos foi criado o Pak 43/41, que entre outras melhorias abandonou a plataforma cruciforme.
Este era o armamento principal padrão dos tanques Tiger II, Nashorn e Jagdpanther, além do Flak auf Sonderfahrgestell montado sobre o chassis do Panzerkampfwagen IV. Em todas estas versões ele estava apto a penetrar 200 mm de blindagem a uma distância de 1000 m, permitindo-lhe destruir qualquer tanque da época.